# Supercopa da UEFA de 2019
A Supercopa da UEFA de 2019, ou Supertaça da UEFA de 2019 foi a 44ª edição desta competição, uma partida anual organizada pela UEFA na qual se enfrentam Liverpool campeão da Liga dos Campeões da UEFA de 2018–19 e Chelsea campeão da Liga Europa da UEFA de 2018–19. A partida foi realizada em 14 de agosto de 2019 no Vodafone Park em Istambul na Turquia. Liverpool ganhou sua quarta taça se igualando Real Madrid como segundas maiores ganhadoras da competição e se consolidou mais ainda como o maior vencedor britânico do torneio.

## Sede
Pela primeira vez, um concurso público foi lançado em 9 de dezembro de 2016 pela UEFA para selecionar os locais das finais do campeonato (UEFA Champions League, UEFA Europa League, UEFA Women's Champions League e Supercopa Europeia)
A UEFA anunciou em 3 de fevereiro de 2017 que nove associações manifestaram interesse em receber a final. 
| País             | Estádio                       | Cidade   | Capacidade |
| ---------------- | ----------------------------- | -------- | ---------- |
| Albânia          | Arena Kombëtare               | Tirana   | 22.500     |
| França           | Stadium Municipal de Toulouse | Toulouse | 33.150     |
| Israel           | Estádio Sammy Ofer            | Haifa    | 30.870     |
| Cazaquistão      | Astana Arena                  | Astana   | 30.244     |
| Irlanda do Norte | Windsor Park                  | Belfast  | 18.434     |
| Polônia          | Stadion Energa Gdańsk         | Gdansk   | 41.160     |
| Turquia          | Vodafone Park                 | Istambul | 41.188     |

As seguintes associações expressaram interesse em sediar, mas, eventualmente, não enviaram ofertas:
- Hungria: Groupama Arena, Budapeste
- Escócia: Hampden Park, Glasgow

O Vodafone Park foi escolhido como sede em 20 de setembro de 2017 em uma reunião do Comitê Executivo da UEFA.

## Participantes
| Clube     | Classificação                                   | Participações anteriores         |
| --------- | ----------------------------------------------- | -------------------------------- |
| Liverpool | Campeão da Liga dos Campeões da UEFA de 2018–19 | 5 (1977, 1978, 1984, 2001, 2005) |
| Chelsea   | Campeão da Liga Europa da UEFA de 2018–19       | 3 (1998, 2012, 2013)             |

* Em negrito os anos em que foi campeão.

## Partida
| 14 de agosto de 2019 | Liverpool     | 2 – 2     | Chelsea                          | Vodafone Park, Istambul                         |
| 22:00 (UTC+3)        | Mané 48', 95' | Relatório | Giroud 36' · Jorginho 101' (pen) | Público: 38 434 Árbitro: FRA Stéphanie Frappart |

|                                              |       | Penalidades                            |  |
| Firmino Fabinho Origi Alexander-Arnold Salah | 5 – 4 | Jorginho Barkley Mount Emerson Abraham |  |

| Liverpool | Chelsea |

| LIVERPOOL:   |    |                         |      |      |
|              |    |                         |      |      |
| G            | 13 | Adrián                  |      |      |
| LD           | 12 | Joe Gomez               |      |      |
| Z            | 32 | Joël Matip              |      |      |
| Z            | 4  | Virgil van Dijk         |      |      |
| LE           | 26 | Andrew Robertson        |      | 91'  |
| V            | 7  | James Milner            |      | 64'  |
| V            | 3  | Fabinho                 |      |      |
| V            | 14 | Jordan Henderson ()     | 85'  |      |
| M            | 15 | Alex Oxlade-Chamberlain |      | 46'  |
| A            | 11 | Mohamed Salah           |      |      |
| A            | 10 | Sadio Mané              |      | 103' |
| Substitutos: |    |                         |      |      |
| G            | 22 | Andy Lonergan           |      |      |
| G            | 62 | Caoimhin Kelleher       |      |      |
| Z            | 51 | Ki-Jana Hoever          |      |      |
| LD           | 66 | Trent Alexander-Arnold  | 107' | 91'  |
| M            | 5  | Georginio Wijnaldum     |      | 64'  |
| M            | 20 | Adam Lallana            |      |      |
| M            | 23 | Xherdan Shaqiri         |      |      |
| M            | 67 | Harvey Elliott          |      |      |
| A            | 9  | Roberto Firmino         |      | 46'  |
| A            | 24 | Rhian Brewster          |      |      |
| A            | 27 | Divock Origi            |      | 103' |
| Treinador:   |    |                         |      |      |
| Jürgen Klopp |    |                         |      |      |

| CHELSEA:      |    |                      |     |      |
|               |    |                      |     |      |
| G             | 1  | Kepa Arrizabalaga    |     |      |
| LD            | 28 | César Azpilicueta () | 79' |      |
| Z             | 15 | Kurt Zouma           |     |      |
| Z             | 4  | Andreas Christensen  |     | 85'  |
| LE            | 33 | Emerson Palmieri     |     |      |
| V             | 5  | Jorginho             |     |      |
| V             | 7  | N'Golo Kanté         |     |      |
| V             | 17 | Mateo Kovačić        |     | 101' |
| A             | 22 | Christian Pulisic    |     | 74'  |
| A             | 18 | Olivier Giroud       |     | 74'  |
| A             | 11 | Pedro                |     |      |
| Substitutos:  |    |                      |     |      |
| G             | 13 | Willy Caballero      |     |      |
| Z             | 2  | Antonio Rüdiger      |     |      |
| LE            | 3  | Marcos Alonso        |     |      |
| LD            | 21 | Davide Zappacosta    |     |      |
| Z             | 29 | Fikayo Tomori        |     | 85'  |
| M             | 8  | Ross Barkley         |     | 101' |
| M             | 19 | Mason Mount          |     | 74'  |
| M             | 47 | Billy Gilmour        |     |      |
| A             | 9  | Tammy Abraham        |     | 74'  |
| A             | 10 | Willian              |     |      |
| A             | 16 | Kenedy               |     |      |
| A             | 23 | Michy Batshuayi      |     |      |
| Treinador:    |    |                      |     |      |
| Frank Lampard |    |                      |     |      |

| Homem do jogo: Sadio Mané (Liverpool) Bandeirinhas: FRA Manuela Nicolosi IRL Michelle O'Neill Quarto árbitro: TUR Cüneyt Çakır Árbitro assistente de vídeo: FRA Clément Turpin Árbitros assistentes de árbitro de vídeo FRA François Letexier ITA Massimiliano Irrati GER Mark Borsch | Regras do jogo - 90 minutos. - 30 minutos de prorrogação se necessário. - Pênaltis se o placar permanecer empatado. - Sete substitutos podem ser nomeados, dos quais até três podem ser utilizados durante a partida. |

## Campeão
| Supercopa da UEFA de 2019     |
| Inglaterra                    |
| ----------------------------- |
| LIVERPOOL Campeão (4° título) |